# Camilla Jensen
Camilla Louise Jensen (Tårnby, 25 de octubre de 1982) es una deportista danesa que compitió en curling. Su hermana Angelina compitió en el mismo deporte.
Ganó dos medallas en el Campeonato Mundial de Curling, en los años 2007 y 2009, y dos medallas en el Campeonato Europeo de Curling, en los años 2008 y 2009.
Participó en los Juegos Olímpicos de Vancouver 2010, ocupando el quinto lugar en la prueba femenina.

## Palmarés internacional
| Campeonato Mundial | Campeonato Mundial        | Campeonato Mundial | Campeonato Mundial |
| Año                | Lugar                     | Medalla            | Prueba             |
| ------------------ | ------------------------- | ------------------ | ------------------ |
| 2007               | Aomori (Japón)            | Medalla de plata   | Equipo             |
| 2009               | Gangneung (Corea del Sur) | Medalla de bronce  | Equipo             |
| Campeonato Europeo |                           |                    |                    |
| Año                | Lugar                     | Medalla            | Prueba             |
| 2008               | Örnsköldsvik (Suecia)     | Medalla de bronce  | Equipo             |
| 2009               | Aberdeen (Reino Unido)    | Medalla de bronce  | Equipo             |